# Croonenburghwijk
De Croonenburghwijk is een buurt (buurt 4) in het dorp Oud-Beijerland, gemeente Hoeksche Waard, in de Nederlandse provincie Zuid-Holland. De buurt heeft een oppervlakte van 62 ha, waarvan ook 62 ha uit land bestaat. De Croonenburgh grenst in het noorden aan de Oosterse Gorzenwijk, in het noordwesten aan De Bosschen, in het oosten aan Poortwijk, in het zuiden aan De Hoogerwerf en in het westen aan Centrum-Zuid. De buurt telt 2860 inwoners (2013).
- Acaciastraat
- Anemoonstraat
- Anjerstraat
- Asterstraat
- Azaleastraat
- Begoniastraat
- Beneden Oostdijk
- Boezempad
- Boezemsingel
- Croonenburgh
- Dahliastraat
- Dokter van Dongenkade
- Dokter Duyvendakhof
- Dokter Herskade
- Dokter Kroesenring

- Esdoornstraat
- Graaf van Egmondstraat
- Gravinnelaan
- Hazelaarstraat
- Hortensiastraat
- Hyacinthstraat
- Jasmijnstraat
- Koninginneplein
- Koninginneweg
- Larixplantsoen
- Lijsterbesstraat
- Lisstraat
- Magnoliastraat
- Margrietstraat
- Meidoornstraat

- Mimosastraat
- Oleanderstraat
- Ooststraat
- Orchideestraat
- Ossenbil
- Pad van Jongejan
- Prinses Irenestraat
- Ranonkelstraat
- Ribesstraat
- Sabinarotonde
- Seringenstraat
- Sportlaan
- Tulpstraat
- Vuurdoornstraat

Wijk 00: De Bosschen · De Hoogerwerf · Centrum-Noord · Centrum-Zuid · Croonenburghwijk · Landelijk gebied · Oosterse Gorzenwijk (Gorzenhoek) · Poortwijk (Poortwijk I, II en III) · Spuioeverwijk · Zeeheldenwijk · Zinkweg · Zoomwijck · Zuidwijk